# 维奥拉·波莱
维奥拉·波莱（德語：Viola Poley，1955年4月13日—），德国女子赛艇运动员。她曾代表东德参加1976年夏季奥林匹克运动会赛艇比赛，获得女子四人双桨有舵手金牌。